# Бърлингтън (Вашингтон)
Вижте пояснителната страница за други значения на Бърлингтън.
Бърлингтън (на английски: Burlington) е град в окръг Скаджит, щата Вашингтон, САЩ. Бърлингтън е с население от 6757 жители (2000) и обща площ от 11,2 km². Намира се на 9,1 m надморска височина. ЗИП кодът му е 98233, а телефонният му код е 360.